# Hilar Václavek
Hilar Václavek, křtěný Hilarius František (24. dubna 1884 Prostějov – 3. srpna 1951 Prostějov), byl český malíř, krajinář, ilustrátor a grafik.

## Život
Narodil se v Prostějově v rodině tkalce Josefa Václavka a jeho ženy Josefy roz. Motanové. V rodném městě absolvoval obecnou školu a poté krátce studoval na reálce. Od mládí rád a dobře maloval. V Praze po roce 1900 (asi od r. 1904) navštěvoval soukromou malířskou školu Aloise Kalvody. Následně Hilar Václavek podnikl několik studijních cest do Francie, Jugoslávie a Řecka. V Prostějově v nově upravené musejní místnosti vystavuje společně s Jos. Paternou v r. 1909 a pak samostatně v r. 1912.
Na počátku 1. světové války byl odveden do rakouské armády, v průběhu bojů byl zajat v Karpatech a následně pobýval v Tobolské gubernii na Sibiři. Do vlasti se vrátil v roce 1919 a z ruského pobytu si přivezl řadu obrázků a kreseb, například Vánice, Na Sibiři, Ruský kostel a mnohé další. 
Následně se vrátil do rodného města a zde, ale i v jeho okolí vzniklo bezpočet krajinářských děl, mezi které patřil i cyklus obrazů vyvedený v různých ročních obdobích s názvem „Pod Maleným“. V Prostějově souborně vystavuje v r. 1921.
V březnu roku 1922 se v Prostějově oženil, za manželku si vzal lékařku Annu Kryžovou.
Historička vtvarného umění Hana Bartková jej označila za malíře větrného Drahanska. "Zachycuje krajinu v různých ročních obdobích a podobách, především však podzimní a zimní motivy. Častými motivy jsou cesty, les, pole, kvetoucí stromy, stráně, úvozy a plující oblaka. Hlavně jej zaujala oblast regionu ohraničená vesnicemi Ptení, Stínava, Seloutky a Stražisko. Část Stražiska Maleny zobrazil v cyklu obrazů v různých ročních obdobích Pod Maleným. Z prostějovských obrazů můžeme uvést například Pohled na Prostějov od Záhoří, Výroční trh na Pernštýnském náměstí, Most na Hloučele, Zátočina u sv. Anny." 
Ak. malíř Hilar Václavek byl členem Sdružení výtvarných umělců moravských v Hodoníně od r. 1914. S tímto uměleckým sdružením pravidelně vystavoval na členských výstavách. Soubornou výstavu společně se sochařem Jos. Žákem měl v hodonínském Domě umělců v r. 1936.
Ilustroval také knihy např. spisovatelky Hermy Svozilové-Johnové a Jaroslava Mathona a Josefa Simona.
Zemřel v Prostějově na počátku měsíce srpna roku 1951.
V bibliofilské publikaci Moravský kumšt v košili (1926) napsal Václavkův vrstevník akademický malíř Oldřich Lasák:
„Krajinky, krajinky / z pohorské dědinky; / oblačný, světlý den/ málokdy proteplen: / Stražisko – Malené, / všecko je zkalené…/ Nejvýš když smuten byl, / náhle se oženil. / Nyní snad zvesela / obrázků nadělá, / v tichý když přístavek / Hilar vplul Václavek.“

## Dílo (výběr)
- Pohled na Prostějov od Záhoří
- Výroční trh na Pernštýnském náměstí
- Most na Hloučele
- Zátočina u sv. Anny

a další

## Díla v majetku českých galerií a muzeí
- Galerie výtvarného umění v Hodoníně
- Muzeum umění Olomouc
- Krajská galerie výtvarného umění ve Zlíně
- Moravská galerie v Brně[7]
- Muzeum a galerie v Prostějově

a dalších

## Výstavy (výběr)

### Autorské
- 1952 Posmrtná výstava akademického malíře Hilara Václavka, Krajská galerie v Olomouci, Olomouc

### Kolektivní
- 1925 Umělecká výstava Sdružení českých umělců grafiků Hollar, Jednoty umělců výtvarných, Sdružení výtvarných umělců moravských, Květná zahrada, skleník, Kroměříž
- 1938 III. Zlínský salon, Studijní ústav, Zlín
- 1950 Členská výstava Krajského střediska Svazu československých výtvarných umělců v Olomouci - 1950, Dům umění, Olomouc

Hilar Václavek představil svoji tvorbu na výstavách např. v Praze, Brně, Olomouci, Opavě, Zlíně a v Bratislavě. V Prostějově vystavoval v letech 1908, 1912, 1921, 1934, 1938 a 1939.

## Galerie

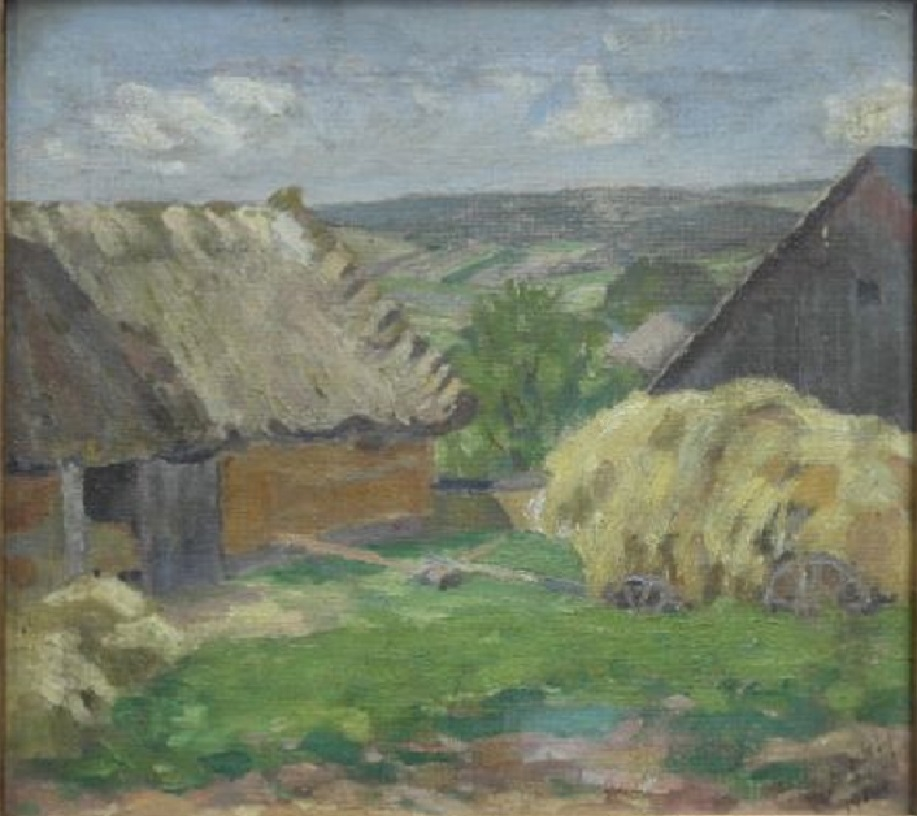
Hilar Václavek Stodoly v srpnu (1906)
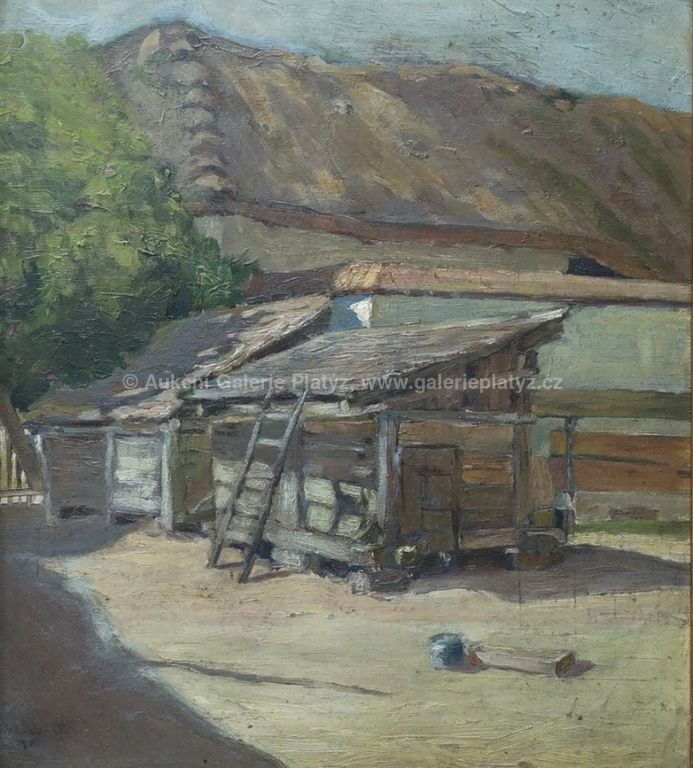
Hilar Václavek Dvorek s chlívkem (1906)
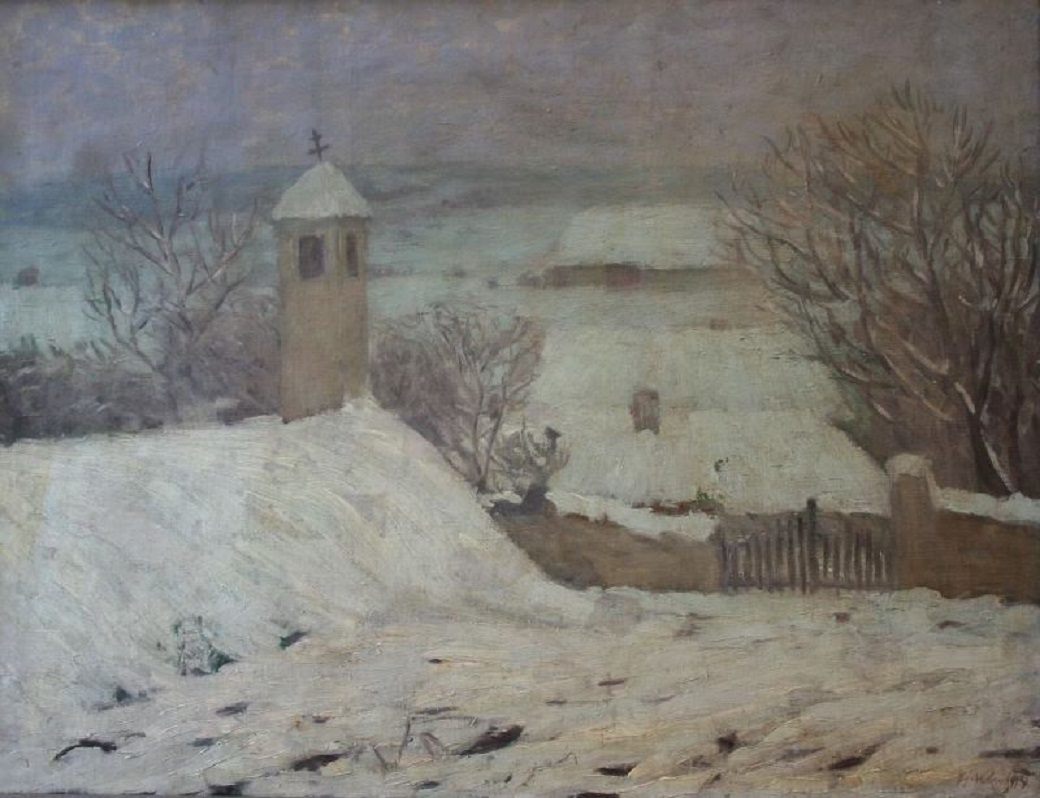
Hilar Václavek Zima (Kostel) (1914)
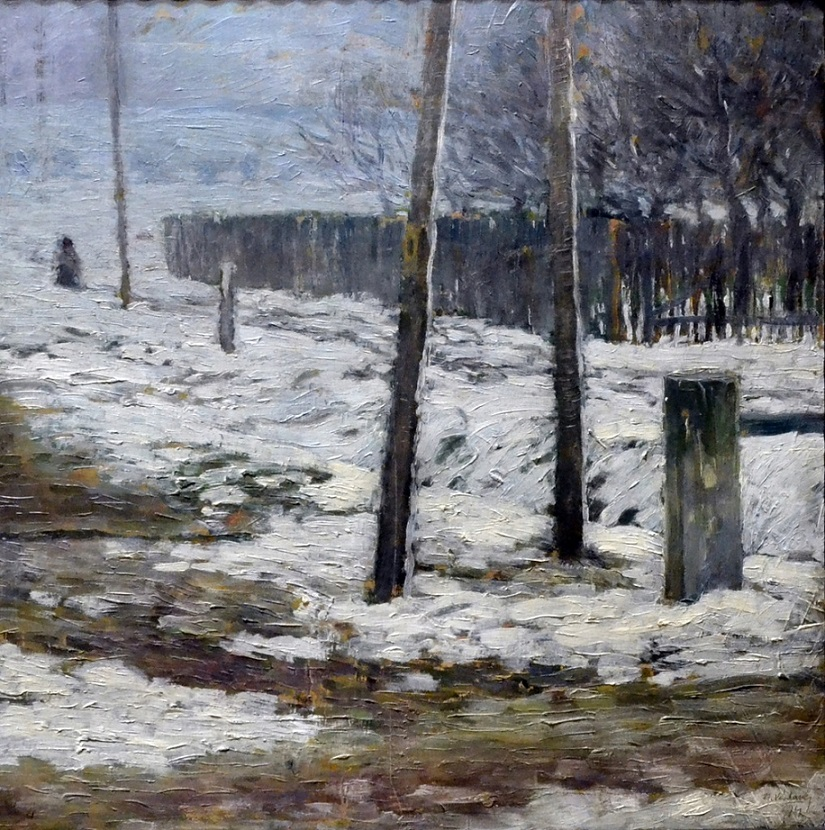
Hilar Václavek Zima (1914)
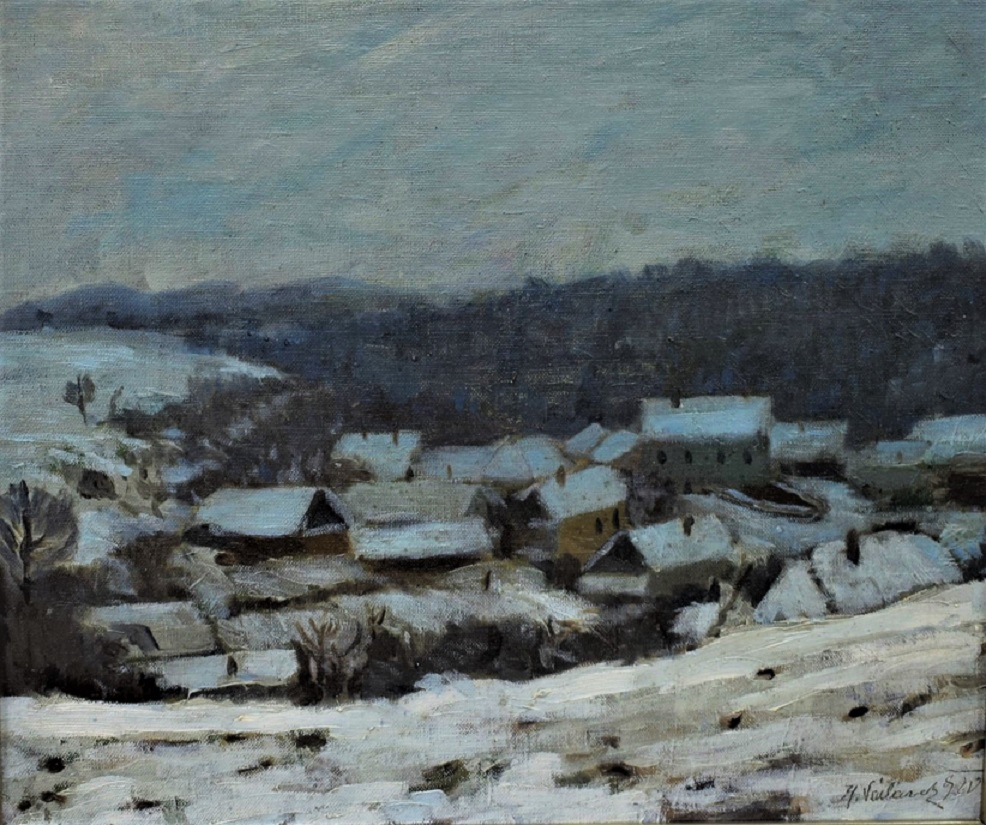
Hilar Václavek Zima na Horňácku (1920)
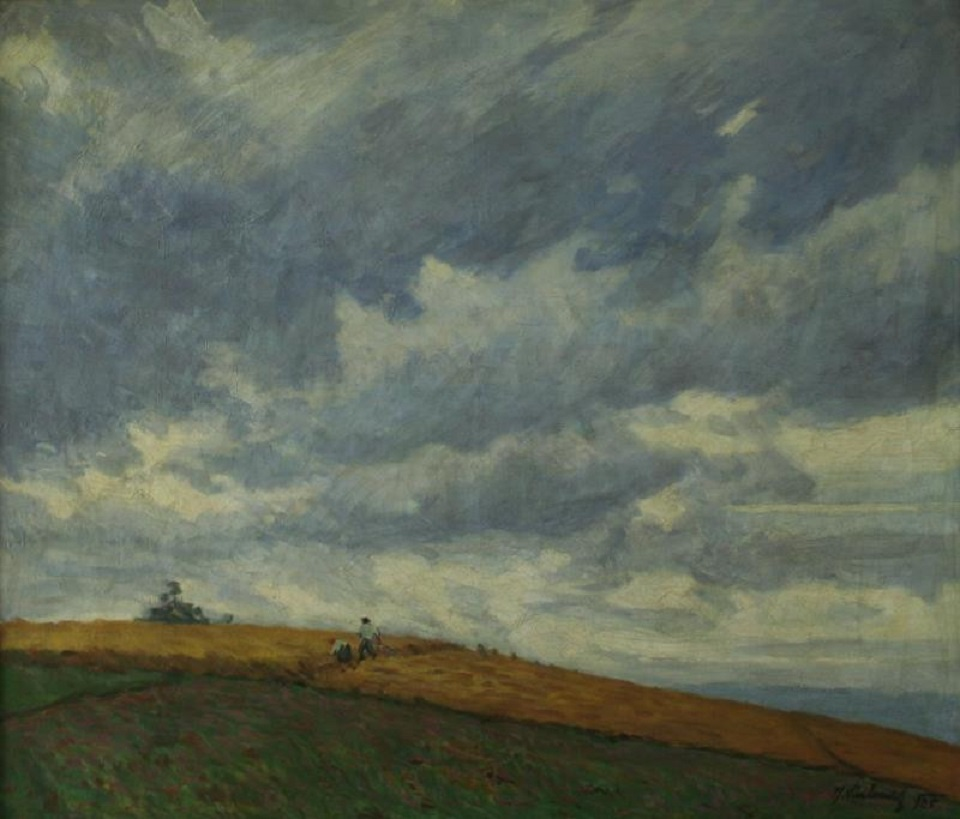
Hilar Václavek Oblačný den (1926)
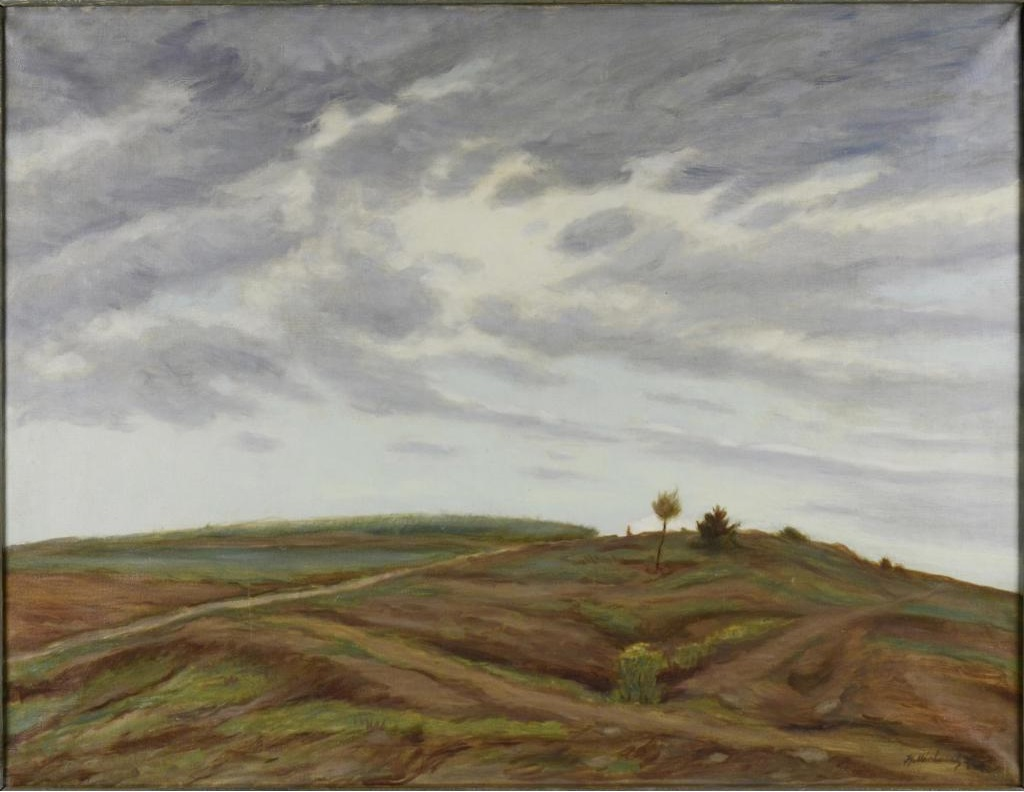
Hilar Václavek Úhor
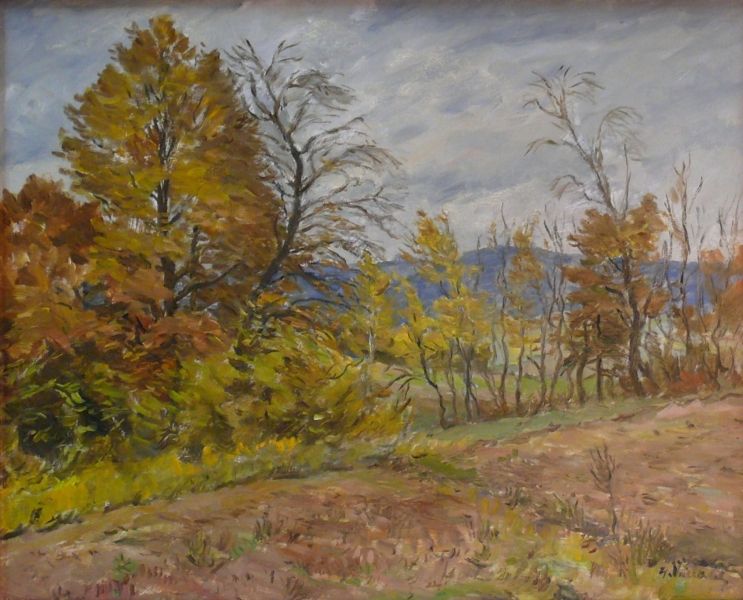
Hilar Václavek Podzim
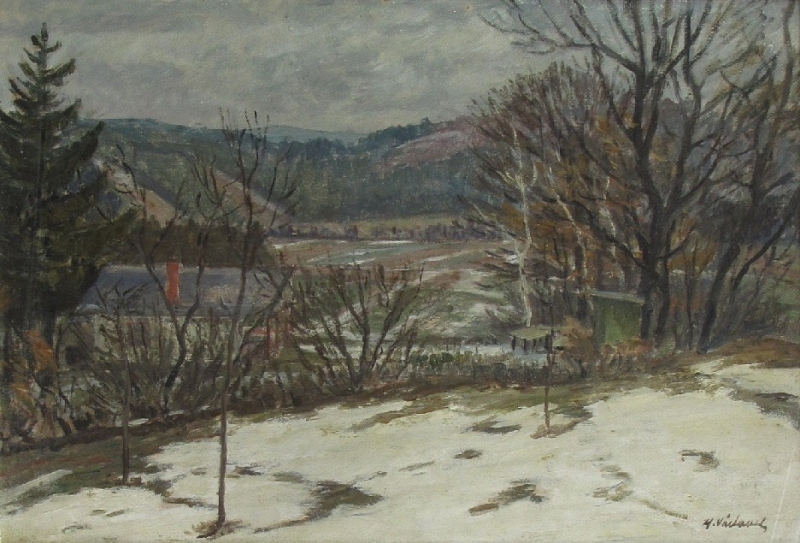
Hilar Václavek Poslední sníh
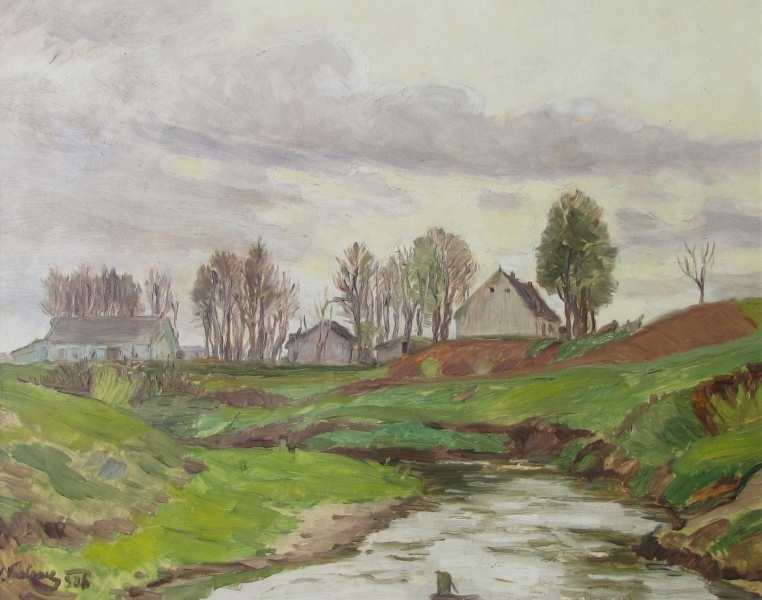
Hilar Václavek Předjaří
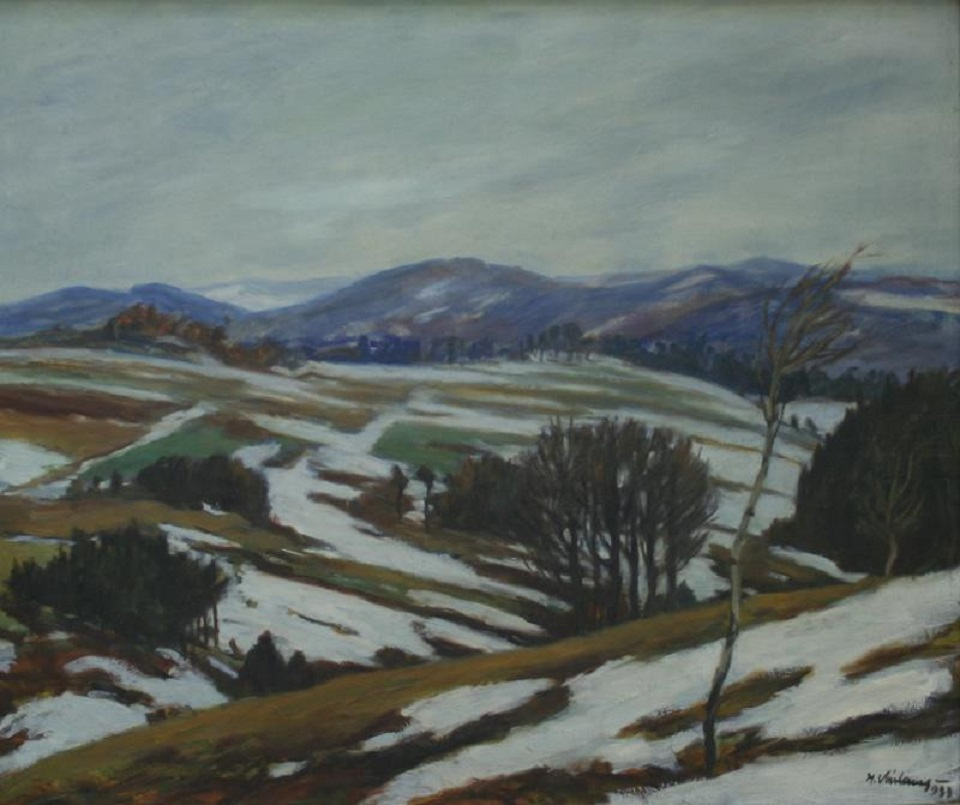
Hilar Václavek Tání (1933)
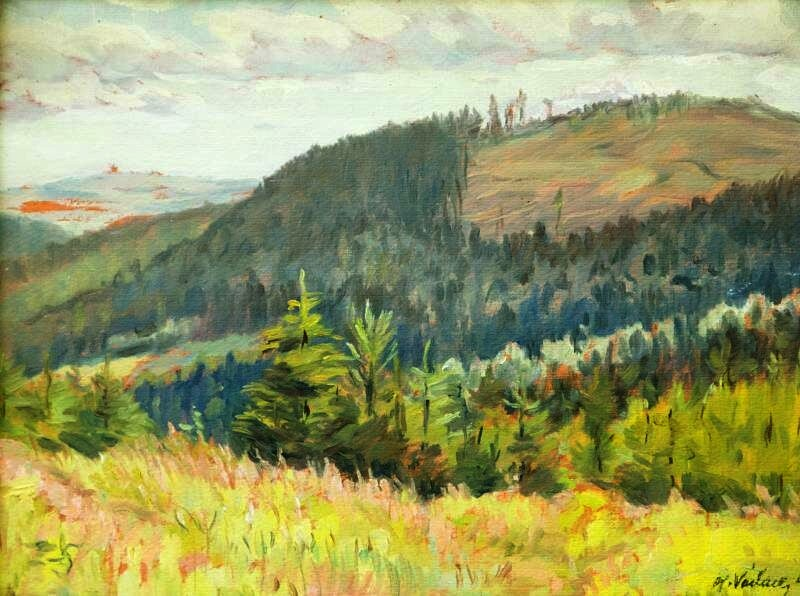
Hilar Václavek U Vojtěchova (1946)
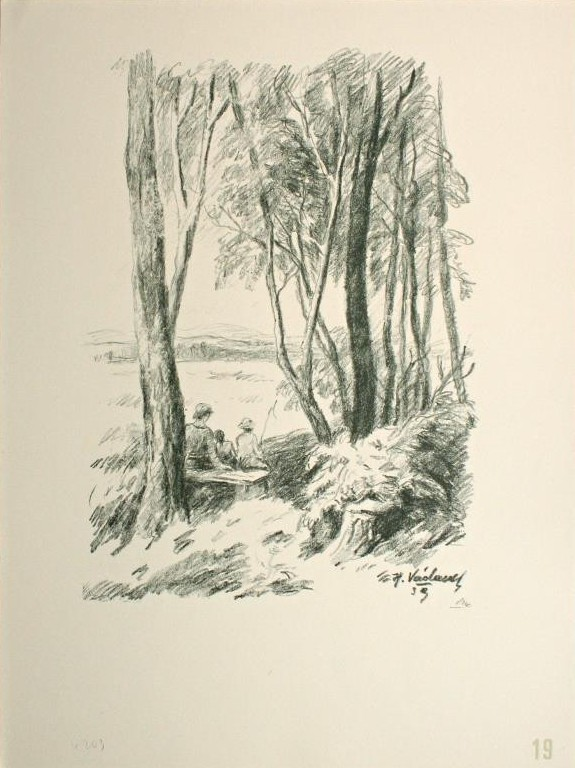
Hilar Václavek Pod stromy (litografie, 1939)